# Oden (1896)
Oden, officiellt HM Pansarbåt Oden, var ett pansarskepp i svenska flottan. Oden var det första fartyget i Oden-klass, som hon bildade tillsammans med Thor och Niord. Huvudbestyckningen bestod av två 25,4 cm kanoner i ett förligt och ett akterligt enkeltorn och den sekundära bestyckningen av fyra 12 cm kanoner i kasematter midskepps. Oden byggdes på Bergsunds mekaniska verkstad i Stockholm och sjösattes den 9 mars 1896. Den 25 maj året därpå levererades hon till flottan. I takt med sjökrigsmaterielens utveckling kom fartyget successivt att moderniseras. Den mest omfattande ombyggnaden ägde rum åren 1914-15 då bland annat de båda skorstenarna byggdes ihop till en och nya pannor installerades. Oden utrangerades den 16 juli 1937 och blev liggande en tid vid Karlskrona örlogsvarv innan hon skrotades där 1943. Fartyget fick sitt namn efter Oden, den äldste av asagudarna i nordisk mytologi.  

## Utformning

### Skrov och pansar
Odens skrov var i stora drag likt Svea-skeppens men var något större, främst för att kunna bära det nya artilleriet. Skrovet var 84,78 meter långt i vattenlinjen, 14,62 meter brett och hade ett djupgående på 5,1 meter. I likhet med de tre tidigare pansarskeppen hade det inga sidoventiler, något som däremot infördes på hennes två efterföljare. För att öka fartygets flytförmåga i händelse av träffar var skrovet indelat i cirka 200 vattentäta celler. Undervattenskroppen utformades med uppskurna för- och akterskepp, vilket ökade manöverförmågan. Fartygets standarddeplacement uppgick till 3 500 ton och ökade till 3 715 ton när förråden var fyllda.

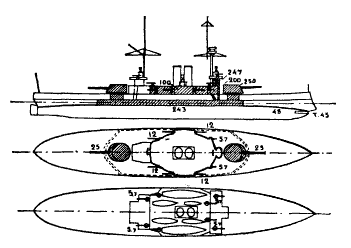
Ritning över Oden som visar pansarets tjocklek i mm och kanonernas kaliber i cm.

Oden fick ett tämligen gott pansarskydd. Pansarstålet av två typer; ett grövre nickelstål levererat från det franska företaget Schneider & Co i Le Creusot och ett tunnare som tillverkades i Sverige av Bofors-Gullspång. Det förstnämnda skyddade fartygets kanontorn, stridstorn och vattenlinje medan det sistnämnda omgav kasematten och bildade pansardäcket. Pansarbältet i vattenlinjen var 1,48 meter högt och hade en maximal tjocklek på 24,3 cm. Huvudartilleriets torn skyddades av 20 cm pansar runtom och 3 cm i taken. De medelsvåra pjäserna i kasematten var försedda med 9,1 cm tjock pansarplåt och stridstornet med 24,7 cm pansar. Pansardäcket var 2,5 cm tjockt.

### Maskineri
Framdrivningsmaskineriet utgjordes av två stående trecylindriga trippelexpansionsmaskiner som också tillverkades av Bergsund. Dessa matades med ångan från sex Admiralty cylinderångpannor i två eldrum, varför fartyget försågs med två skorstenar. Ångmaskinerna drev varsin av pansarbåtens två propellrar via varsin axel. Maskineriet angav en samlad effekt på 5 330 indikerade hästkrafter (ihk). Oden fick därmed en maxfart på cirka 15 knop och en aktionsradie på 2 500 nautiska mil vid en fart av 10 knop.

### Bestyckning

#### Artilleri

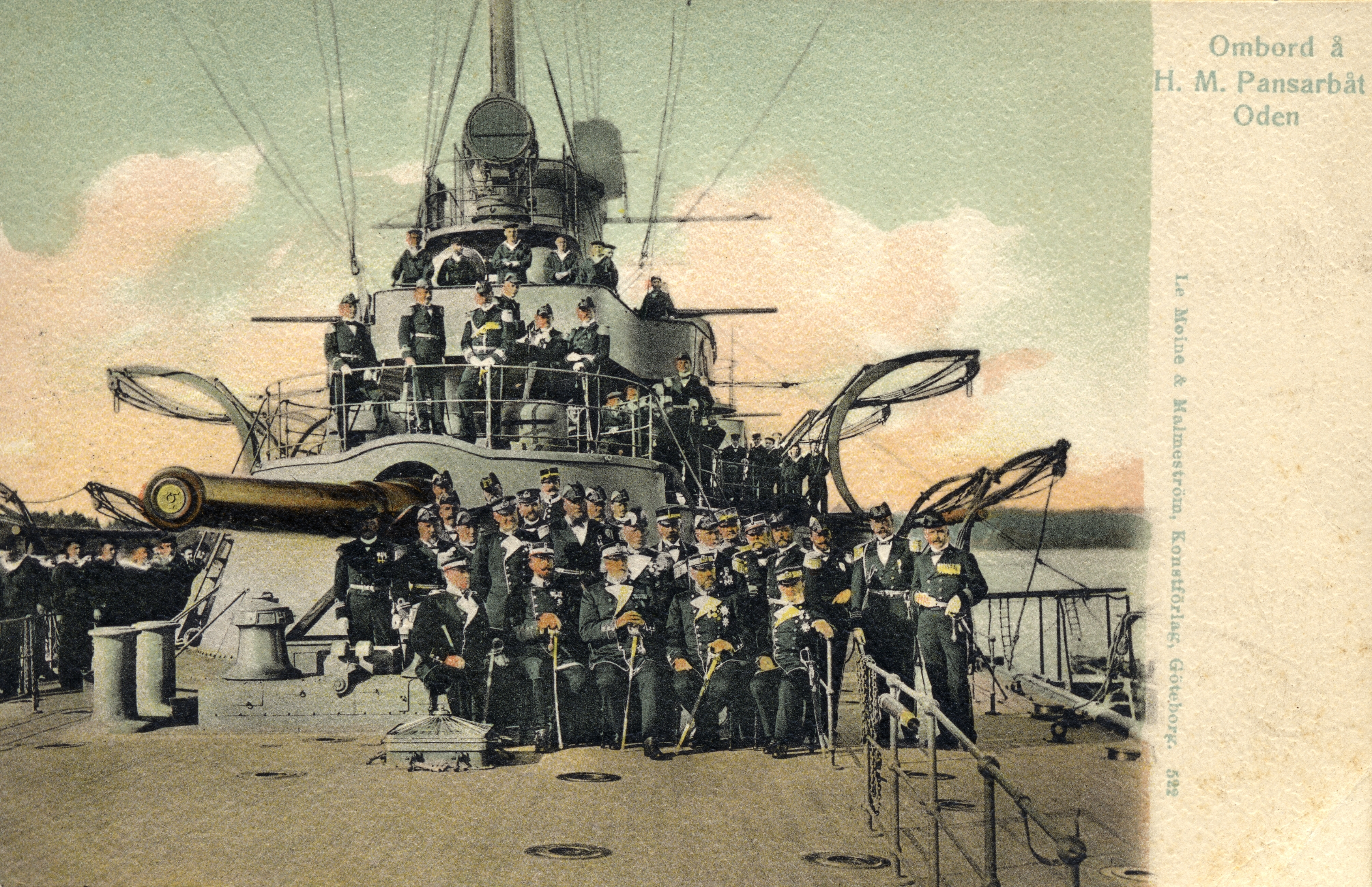
På detta vykort från 1898 har Oden löpt in till Saltsjöbaden efter avslutade eskaderövningar på västkusten. Befälet har samlats kring den aktra 25 cm kanonen. I mitten av främsta raden sitter kung Oscar II och på sin högra sida har han kronprins Gustaf, den blivande Gustaf V.

I likhet med tidigare svenska pansarskepp inköptes Odens huvudbestyckning från utlandet, i detta fall från den franska firman Société Anonyme des Forges et Chantiers de la Méditerranée i Le Havre. Det svåra artilleriet bestod av två 25,4 cm kanoner med den svenska modellbeteckningen m/1894A, placerade i varsitt enkeltorn förut och akterut. Fördelen med detta arrangemang i jämförelse med Svea-klassens dubbeltorn var att man under strid kunde undvika att få hela huvudartilleriet utslaget av en enda granatträff. Det gav också kanonerna bättre bestrykningsvinklar och möjliggjorde lättare och snabbare riktarbete samt  bekämpandet av två mål samtidigt. En annan skillnad gentemot Svea-klassen var att tornvridningen skedde med hjälp av elektriska motorer istället för med ångkraft.
Det medelsvåra artilleriet tillverkades av Bofors och bestod av fyra snabbskjutande kanoner m/1894. Erfarenheter från bland annat första kinesisk-japanska kriget hade visat på nödvändigheten att förse även detta artilleri med effektivt pansarskydd, varför kanonerna placerades i en pansarklädd kasematt midskepps, med två pjäser på vardera sida. Den viktökning som därigenom uppkom kompenserades av att pjäsernas kaliber, som på Svea-klassen hade varit 15,2 cm, minskades till 12 cm. Den nya pjästypen hade högre eldhastighet än föregångaren och kunde avfyra 8-10 skott per minut när den grövre endast hann med tre. Projektilvikten per tidsenhet blev således lika stor som hos 15 cm pjäserna.

#### Antitorpedbåtsvapen och kulsprutor
Då Oden byggdes betraktades torpedbåtar som ett allvarligt hot mot de stora pansarskeppen. För att bekämpa dessa fartyg utrustades Oden med fyra snabbskjutande 57 mm kanoner m/1889B som placerades inom pansarkasematten i överbyggnaden. Dessa pjäser hade en maximal räckvidd på 5 000 meter och kunde avfyra en 2,722 kilo tung granat med en utgångshastighet på 705 meter i sekunden. Den maximala eldhastigheten var 35 skott per minut. I överbyggnaden också sex snabbskjutande 47 mm kanoner m/1895 och i militärmastens märs två 8 mm kulsprutor m/1895 av typen Maxim-Nordenfeldt. Fartygets båda ångslupar förde varsin 25 mm kulspruta m/1884.

#### Torpeder
I Likhet med Svea-skeppen bestyckades Oden med torpeder. En 45,7 cm undervattenstorpedtub m/1893 placerades i förstäven under vattenlinjen.

## Historia

### Bakgrund
Den sjökrigsmaterielkommitté som tillsattes av den svenska regeringen 1892 rekommenderade bland annat tillförandet av en ny pansarbåt till flottan. Medel till det tilltänkta fartyget anslogs 1894. Samma år tecknades byggnadskontrakt med Bergsunds mekaniska verkstad i Stockholm, som åtog sig att bygga både fartyget och dess maskineri.

### Byggnation och leverans

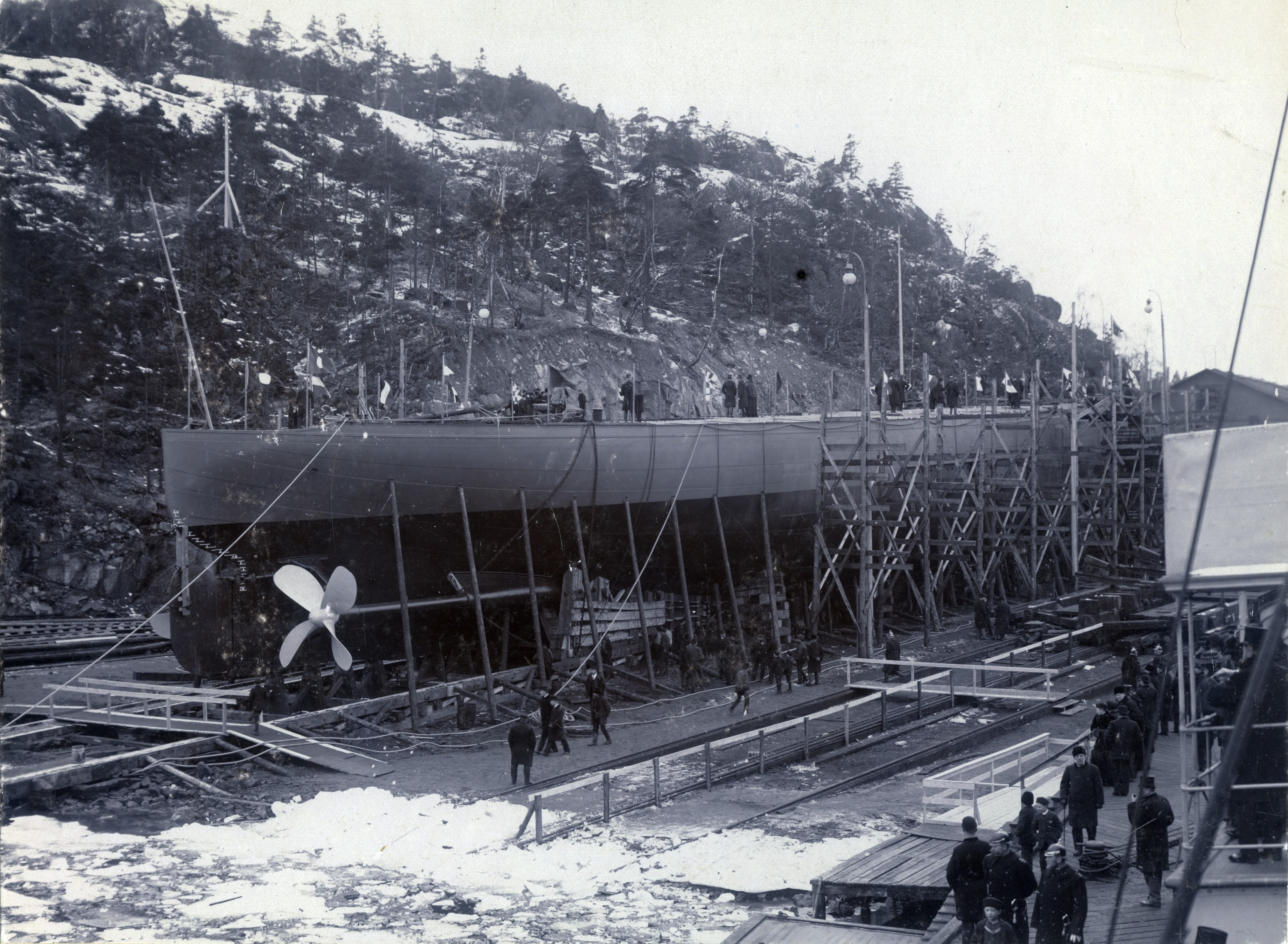
Oden sjösätts på Finnboda varv den 9 mars 1896.

Oden byggdes på Finnboda varv i Nacka. Sjösättningen ägde rum den 9 mars 1896 och den 25 maj samma år kunde fartyget gå ut på provtur. Innan Oden ens hunnit bli färdigställd bestämdes det att hon skulle visas upp på den allmänna konst- och industriutställningen som hölls i Stockholm sommaren 1897. I en generalorder utfärdad den 15 mars 1897 fick sammanlagt tre örlogsfartyg order att delta i utställningen (förutom Oden torpedkryssaren Örnen och pansarkanonbåten Folke, varav det sistnämnda utbyttes mot torpedbåten Galdr). Först den 8 juni kunde Oden tas i tjänst av flottan.

### Kollisionen utanför Ven 1913
Den 22 augusti 1913 kolliderade Oden med kanonbåten Urd utanför Vens fyr i Öresund, där pansarskeppet övade torpedskjutning med kanonbåten som målfartyg. På grund av den korta skottvidden var man tvungen att avfyra torpederna mycket nära målet, vilket ledde till att fartygschefen på pansarbåten, som befann sig i det pansrade stridstornet och bara hade ett par smala siktspringor att blicka ut genom, missbedömde avståndet mellan fartygen. Divisionschefen på kommandobryggan beordrade full fart back när han insåg kollisionsfaran, men meddelade inte detta till kaptenen. Kollisionen var så kraftig att Urd sjönk efter 23 minuter. Samtliga i besättningen kunde dock räddas. Hovrätten dömde senare fartygschefen till disciplinstraff om 20 dagars vaktarrest.

### Moderniseringar 1902-15

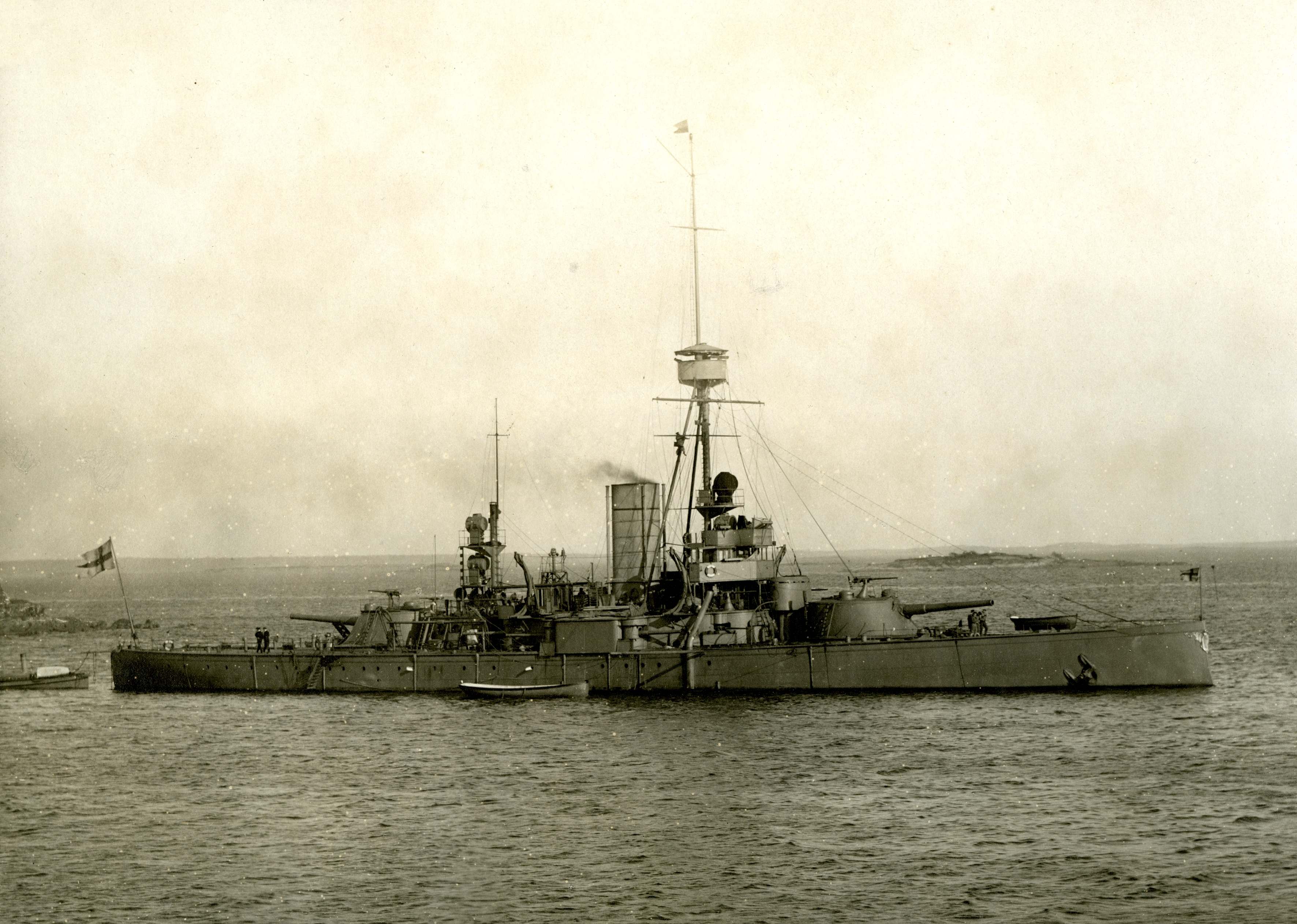
Oden på Karlskrona redd efter ombyggnaden 1914-15. Fartygets två skorstenar har nu byggts ihop till en och den tunga militärmasten ersatts av en lättare trebensmast.

I september 1901 råkade Oden ut för en allvarlig grundstötning. I samband med reparationsarbetet gjordes ändringar i hennes bestyckning. De två aktra 57 mm kanonerna togs bort från kasematten och flyttades upp på överbyggnaden. I deras ställe installerades ytterligare två 12 cm kanoner. Oden fick på detta sätt samma medelsvåra artilleri som sina systrar.
Den största ombyggnaden ägde rum under första världskriget. Vid krigsutbrottet 1914 stod det klart att Oden-klassen var i behov av en omfattande modernisering för att kunna tillräknas något stridsvärde.  Åren 1914 till 1917 togs fartygen in till Karlskrona örlogsvarv för ombyggnad. Oden var det första av dem som moderniserades. Ombyggnadsarbetet ägde rum 1914-15. Manöverbryggan flyttades något akteröver så att sikten från stridstornet blev bättre. Den kraftiga militärmasten ersattes av en lättare trebensmast akter om bryggan, som uppbar en lätt märs och ett signalrå. Den aktra masten avkortades. Nya pannor installerades och rökupptagen drogs samman i en enda, bredare skorsten. Fartygets maxfart kunde därmed höjas något.
Vissa ändringar gjordes också i fartygets bestyckning. Stävtorpedtuben togs bort och de sista två 57 mm kanonerna i kasematten flyttades upp på överbyggnaden. De två 57 mm kanonerna som redan stod i överbyggnaden byttes ut mot två modernare pjäser av samma kaliber.

### Utrangering och skrotning
På 1920-talet fanns det planer att konvertera Oden till flygdepåfartyg, men på grund fartygets höga ålder förverkligandes dessa aldrig. Istället valdes den något modernare Dristigheten ut för ändamålet. Oden utrangerades den 16 juli 1937. Hon blev därefter liggande en tid vid "laget" på Karlskrona örlogsvarv tills beslutet togs att sälja henne till skrotning 1941. Men eftersom anbuden var för låga togs fartyget om hand av örlogsvarvet som skrotade henne 1943.

## Utlandsresan 1902
Deltagande i internationella flottrevyn.
Färdväg
1. Sverige
2. Spithead, England
3. Sverige